# Arlington Cemetery (stanice metra ve Washingtonu)
Arlington Cemetery je stanice Washingtonského metra, nachází se na modré lince.
Stanice leží poblíž stejnojmenného vojenského hřbitova, kde jsou pochováni významní Američané (například prezident John Fitzgerald Kennedy či posádka raketoplánu Challenger). Na rozdíl od ostatních, tato stanice nepatří mezi velmi využívané, její hlavní význam spočívá v dopravě cestujících na návštěvu významných pohřebních ceremoniálů. Uzavírá se jako první z celé sítě stanic. Je povrchová, s bočními nástupišti. Otevřena pro veřejnost byla 1. července roku 1977.